# Earle Page

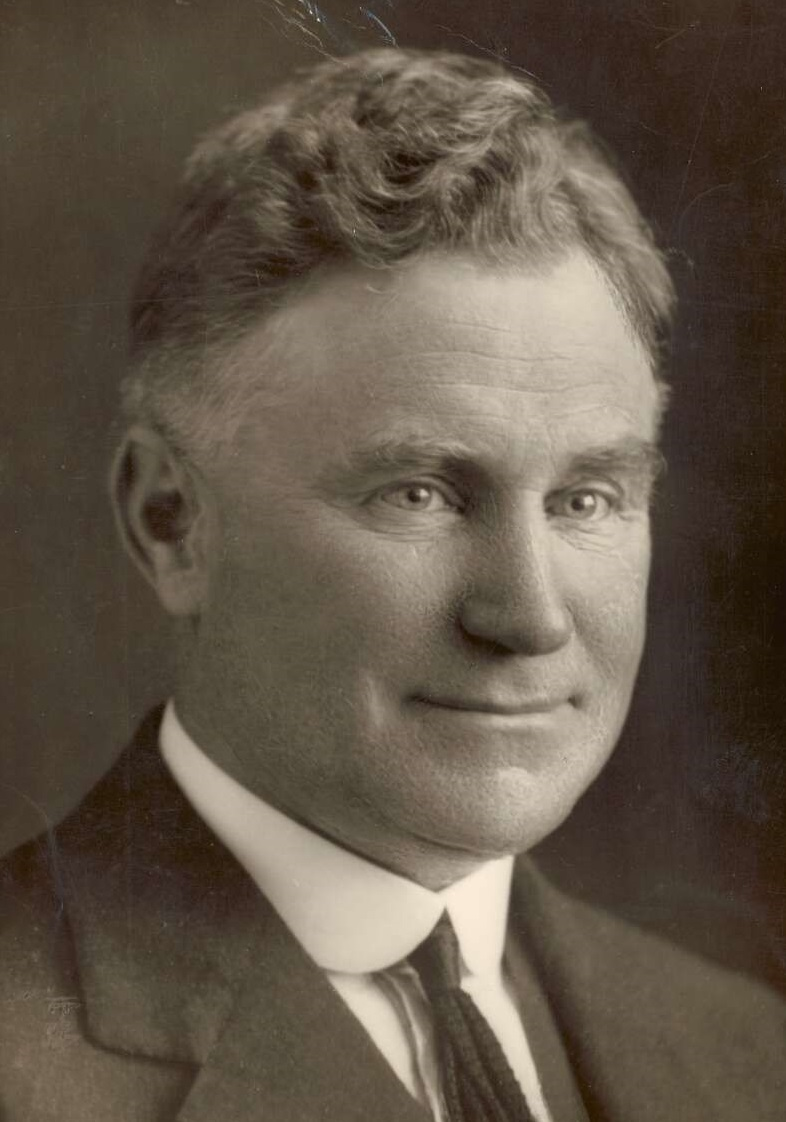
Earle Page

Sir Earle Christmas Grafton Page (* 8. August 1880 in Grafton, New South Wales; † 20. Dezember 1961 in Sydney, New South Wales) war ein australischer Politiker und der 11. Premierminister des Landes. Seine Amtszeit dauerte vom 7. bis 26. April 1939, die er als Interimsnachfolger für den verstorbenen Joseph Lyons ausübte. Er ist der Parlamentarier mit der drittlängsten Zugehörigkeit zum australischen Parlament mit insgesamt 41 Jahren und 361 Tagen. 

## Leben
Page wurde in Grafton, New South Wales, geboren. Als Student besuchte er die Universität Sydney, wo er 1901 als Jahrgangsbester in Medizin graduierte. Zunächst arbeitete er als Arzt in Sydney und Grafton, bevor er der Australian Army als Arzt mit Offizierstatus beitrat. Während des Ersten Weltkriegs diente er in Ägypten und Frankreich. Nach dem Krieg hatte er seine eigene Farm und wurde Bürgermeister (Mayor) von South Grafton.

## Politische Karriere

### County Party
Während der Wahlen 1919 wurde er ins australische Repräsentantenhaus gewählt als Kandidat der Farmers and Settlers Association of New South Wales, die sich 1920 mit verschiedenen anderen ländlichen Parteien zur Country Party zusammenschloss. Page wurde 1921 Parteiführer, wobei er sich gegen William McWilliams durchsetzte. Die ländliche Politik war einer der Gründe, die zur Entstehung der Country Party führten. Als die Partei bei den Wahlen 1922 gewann, forderte Page den Rücktritt Billy Hughes’ wegen dessen Unterstützung der Nationalisten, der dann auch zurücktrat.
Danach wurde Page Finanzminister Australiens unter Stanley Bruce. Auch wenn er nicht offiziell Vize-Premier war, wurde er als solcher hinter Bruce geführt. Die „Bruce-Page“-Regierung bildete bis zu den Wahlen 1929 die Regierung. Er glaubte zutiefst an eine orthodoxe Wirtschaft und konservative Politik. Er billigte es, als die Farmer nach der Weltwirtschaftskrise von den Regierungsgeldern profitieren. Er befürwortete die hohen Marktpreise, um die heimische Landwirtschaft zu stärken. 

### Premierminister
Als er 1929 mit Bruce zusammen die Wahlen verlor, zog es Page in die Opposition. Im Jahr 1931 war es Joseph Lyons noch möglich, mit seiner United Australia Party ohne die Country Party zu regieren. Im Jahr 1934 wurde die Koalition jedoch wieder aufgenommen und Page wurde Verbraucherminister. Er wurde zum Ritter Grand Cross des Order of St Michael and St George (GCMG) am Neujahrstag 1938 geehrt. Als Lyons 1939 unerwartet an einem Herzanfall verstarb, war es Page, der seine Amtsgeschäfte übernahm. Er hielt den Posten des Premiers drei Wochen lang, ehe die UAP einen neuen Führer bestimmte – Page war der erste Ritter, der erst im Nachhinein Premierminister wurde.
Da Page Lyons äußerst verbunden war, mochte er dessen designierten Nachfolger Robert Menzies nicht, da dieser zuletzt nicht mehr loyal zu Lyons stand. Nachdem Menzies neuer Premierminister wurde, griff Page ihn ungewöhnlich hart an, weigerte sich, unter ihm zu dienen und beschuldigte ihn, nicht am Ersten Weltkrieg teilgenommen zu haben. Dies führte zu einem Eklat, und die Country Party setzte Page als ihren Vorsitzenden ab und ersetzte ihn durch Archie Cameron.
Nach Ausbruch des Krieges legten Page und Menzies ihre Meinungsverschiedenheiten aufgrund des Kriegsausbruchs beiseite und Page wurde Verbraucherminister. Nach der Wahlniederlage 1941 verbrachte Page acht Jahre lang auf Seiten der Opposition (während der Regierung der Labor-Party-Kandidaten John Curtin und Ben Chifley). Im Juni 1942 wurde er zum Mitglied des Order of the Companions of Honour ernannt (CH). Als Menzies 1949 erneut Premierminister wurde, diente Page noch weitere sieben Jahre bis 1956 als Gesundheitsminister, bis er im Alter von 76 Jahren vom politischen Tagesgeschäft zurücktrat.

## Späteres Leben
Page war der erste Leiter der University of New England, die 1954 gegründet wurde. Das dazugehörige Earle Page College ist nach ihm benannt. Zudem gibt es das Earle Page Annual Politics Dinner, das zahlreiche prominente, nationale wie internationale Gastredner hatte.
Selbst im Alter von 81 Jahren und unter starkem Lungenkrebs leidend, wollte er seinen Parlamentssitz nicht abtreten, sodass er in die Wahl ging. Noch vor der Wahl fiel er jedoch ins Koma, wachte nicht mehr auf und starb wenige Tage später, ohne von seiner Wahlniederlage je etwas erfahren zu haben.
Page ist der australische Parlamentarier mit dem am längsten andauernden Mandat, der jemals für denselben Sitz antrat. Zwar diente Billy Hughes länger im Parlament, jedoch für vier verschiedene Gruppen in New South Wales und Victoria.
Der Vorort der Hauptstadt Canberra, Page, ist nach ihm benannt. Sein Enkel Donald Page ist momentan ein Abgeordneter der National Party of Australia im Parlament von New South Wales und war dort von 2003 bis 2007 Regierungsvertreter.